# Coyle (Oklahoma)
Coyle es un pueblo ubicado en el condado de Logan en el estado estadounidense de Oklahoma. En el año 2010 tenía una población de 325 habitantes y una densidad poblacional de 203,13 personas por km².

## Geografía
Coyle se encuentra ubicado en las coordenadas 35°57′15″N 97°14′11″O / 35.95417, -97.23639 (35.954065, -97.236459).

## Demografía
Según la Oficina del Censo en 2000 los ingresos medios por hogar en la localidad eran de $23,625 y los ingresos medios por familia eran $32,000. Los hombres tenían unos ingresos medios de $21,406 frente a los $18,750 para las mujeres. La renta per cápita para la localidad era de $13,588. Alrededor del 23.9% de la población estaban por debajo del umbral de pobreza.